# Sinaia
Sinaia je město v župě Prahova v Rumunsku.

## Poloha
Sinaia se nachází v jižních Karpatech v údolí řeky Prahova. V okolí městečka je oblíbené lyžařské středisko ( pohoří Bucegi). Z města (767-860 m n. m.) jezdí lanovka do nadmořské výšky 2000 m, je zde také několik lyžařských vleků.Na severním okraji města stojí klášter Sinaia. 

## Pamětihodnosti
- Klášter Sinaia
- Zámek Peleș

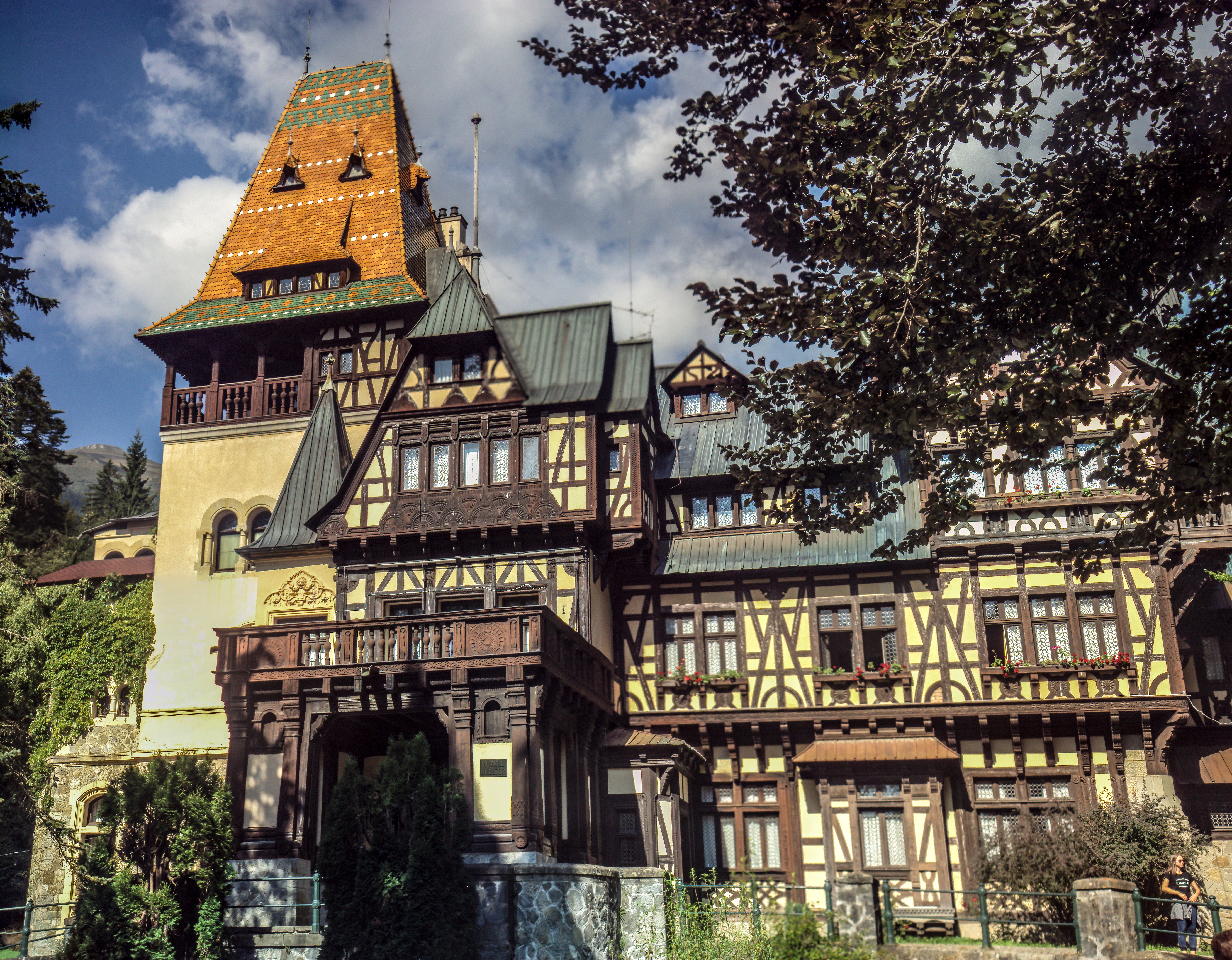
Zámek Pelișor

- Blízko zámku Peleș se nachází o něco menší zámek Pelișor, který byl postaven v letech 1899 až 1902 pro (pozdějšího) rumunského krále Ferdinanda I. a jeho manželku princeznu Marii z Edinburghu.

## Doprava
Sinaia leží na evropské silnici E60 a na železniční trati Ploješť–Brašov, zastavují zde všechny regionální, meziregionální a meziměstské vlaky.